# Wiktorowo (powiat grudziądzki)
Wiktorowo – wieś w Polsce położona w województwie kujawsko-pomorskim, w powiecie grudziądzkim, w gminie Gruta.

## Podział administracyjny
W latach 1975–1998 miejscowość należała administracyjnie do województwa toruńskiego.

## Demografia
Według Narodowego Spisu Powszechnego (III 2011 r.) wieś liczyła 264 mieszkańców. Jest jedenastą co do wielkości miejscowością gminy Gruta.